# أميليا أباسكال
أميليا أباسكال (بالإسبانية: Amelia Abascal)‏ هي خزافة إسبانية، ولدت في 1923.